# Guyana címere
Guyana címere egy fehér pajzs a hullámos kék sávokkal, a lótusszal, és a nemzeti madárral, a hoacinnal. A pajzsot két jaguár tartja, az egyikük mancsában csákány, a másikban cukornádszál van. A pajzsot felül sisak és sisakdísz, valamint az elnöki zászlón is megjelenő tollkorona díszíti, mely az őslakosokat jelképezi. Alul sárga szalagon olvasható az ország mottója: „One People, One Nation, One Destiny” (Egy nép, egy nemzet, egy sors). A címert 1966. február 26-án fogadták el.